# Папротня (Здунськовольський повіт)
Папротня (пол. Paprotnia) — село в Польщі, у гміні Заполиці Здунськовольського повіту Лодзинського воєводства.
Населення — 619 осіб (2011).
У 1975-1998 роках село належало до Серадзького воєводства.

## Демографія
Демографічна структура станом на 31 березня 2011 року:
|          | Загалом | Допрацездатний вік | Працездатний вік | Постпрацездатний вік |
| -------- | ------- | ------------------ | ---------------- | -------------------- |
| Чоловіки | 316     | 68                 | 225              | 23                   |
| Жінки    | 303     | 75                 | 161              | 67                   |
| Разом    | 619     | 143                | 386              | 90                   |